# 豚熱ウイルス
豚熱ウイルス（ぶたねつウイルス。英:classical swine fever virus,CSFV）フラビウイルス科ペスチウイルス属に属するRNAウイルス。ビリオンはエンベロープを有する球形の粒子であり、そのゲノムは一本鎖のRNAである。牛ウイルス性下痢ウイルス、ボーダー病ウイルスとは抗原的に交差する。自然宿主はブタおよびイノシシであるが、実験的にヒツジ、ヤギ、ウサギに感染する。豚および猪に豚熱を引き起こす。豚熱ウイルスの侵入門戸は扁桃。豚熱は畜産業に甚大な経済的損失をもたらすことからいくつかの国では撲滅計画を遂行している。豚熱ウイルスは豚の腎由来細胞および精巣細胞でよく増殖するが、細胞変性効果（CPE）を示す株は稀である。細胞変性効果を引き起こさない豚熱ウイルスに感染させた豚精巣細胞にニューカッスル病ウイルスを重感染させると、ニューカッスル病の細胞変性効果を増強する（END現象）。豚熱ウイルスのほかには牛ウイルス性下痢ウイルス、ボーダー病ウイルスおよびいくつかの暫定的な種がペスチウイルス属に属する。